# Super six 2008
Super six 2008 byl čtvrtý ročník poháru vítězů nejlepších šesti evropských hokejových lig – Super six. Turnaj se konal v Petrohradě od 10. ledna do 13. ledna.

## Účastníci
- Metallurg Magnitogorsk (Rusko)
- MODO Hockey (Švédsko)
- HC Slovan Bratislava (Slovensko)
- Kärpät Oulu (Finsko)
- HC Sparta Praha (Česko)
- HC Davos (Švýcarsko)

## Formát turnaje
Mistři šesti nejlepších hokejových lig v Evropě byli rozlosováni do dvou skupin po třech mužstvech, která se utkala ve skupině každý s každým. Skupiny byly pojmenovány po hokejistech Ivanu Hlinkovi a Alexandru Ragulinovi. Vítězové obou skupin se následně utkali o celkové prvenství ve finále.

## Základní skupina A (skupinaIvana Hlinky)

### Tabulka
| Poř. | Tým             | Zápasů | Výhry | Výhry v prodloužení | Porážky v prodloužení | Porážky | VG | IG | +/− | Body |
| ---- | --------------- | ------ | ----- | ------------------- | --------------------- | ------- | -- | -- | --- | ---- |
| 1.   | HC Sparta Praha | 2      | 2     | 0                   | 0                     | 0       | 11 | 7  | +4  | 6    |
| 2.   | Kärpät Oulu     | 2      | 1     | 0                   | 0                     | 1       | 9  | 6  | +3  | 3    |
| 3.   | HC Davos        | 2      | 0     | 0                   | 0                     | 2       | 5  | 12 | −7  | 0    |

### Výsledky
| 10. leden, 2008 15:00 | Kärpät Oulu | 3 – 5 ( 0 - 2 , 1 - 2 , 2 - 1 ) | HC Sparta Praha | Ice Palace Návštěvnost: 2,100 |  |

| Report                                                                 |                                                                        |          | |                                                |
|                                                                        |                                                                        | Brankáři | | Rozhodčí: Alexander Poliakov Marcus Vinnerborg |
| Janne Pesonen 30:03 (PP) Michal Broš 42:34 (EQ) Michal Broš 59:29 (EQ) | Janne Pesonen 30:03 (PP) Michal Broš 42:34 (EQ) Michal Broš 59:29 (EQ) |          | 04:10 (PP) Petr Ton 17:58 (PP) Tibor Melichárek 24:50 (EQ) Jakub Langhammer 32:26 (PP) Tomáš Netík 50:25 (PP) Petr Ton | Rozhodčí: Alexander Poliakov Marcus Vinnerborg |

| 11. leden, 2008 15:00 | HC Sparta Praha | 6 – 4 ( 1 - 2 , 3 - 1 , 2 - 1 ) | HC Davos | Ice Palace Návštěvnost: 1,326 |  |

| Report | |          |                                                                                                   |                                           |
| | | Brankáři |                                                                                                   | Rozhodčí: Peter Orszag Alexander Poliakov |
| Tomáš Netík 06:31 (PP) Martin Štrba 29:00 (PP) Jiří Vykoukal 30:31 (EQ) Tomáš Netík 34:56 (EQ) Tomáš Netík 40:53 (EQ) Tibor Melichárek 59:36 (EN) | Tomáš Netík 06:31 (PP) Martin Štrba 29:00 (PP) Jiří Vykoukal 30:31 (EQ) Tomáš Netík 34:56 (EQ) Tomáš Netík 40:53 (EQ) Tibor Melichárek 59:36 (EN) |          | 00:41 (EQ) Mike Maneluk 13:17 (PP) Josef Marha 38:20 (EQ) Dino Wieser 52:32 (EQ) Sven Helfenstein | Rozhodčí: Peter Orszag Alexander Poliakov |

| 12. leden, 2008 15:00 | HC Davos | 1 – 6 ( 0 - 1 , 1 - 3 , 0 - 2 ) | Kärpät Oulu | Ice Palace Návštěvnost: 2,330 |  |

| Report                 |                        |          | |                                          |
|                        |                        | Brankáři | | Rozhodčí: Peter Orszag Marcus Vinnerborg |
| Alexandre Daigle 33:07 | Alexandre Daigle 33:07 |          | 06:30 (EQ) Teemu Normio 23:24 (PS) Janne Pesonen 28:54 (EQ) Janne Pesonen 37:48 (EQ) Antti Aarnio 44:41 (EQ) Tommi Paakkolanvaara 58:15 (EQ) Jan Novák | Rozhodčí: Peter Orszag Marcus Vinnerborg |

## Základní skupina B (skupinaAlexandra Ragulina)

### Tabulka
| Poř. | Tým                    | Zápasů | Výhry | Výhry v prodloužení | Porážky v prodloužení | Porážky | VG | IG | +/− | Body |
| ---- | ---------------------- | ------ | ----- | ------------------- | --------------------- | ------- | -- | -- | --- | ---- |
| 1.   | Metallurg Magnitogorsk | 2      | 1     | 1                   | 0                     | 0       | 5  | 1  | +4  | 5    |
| 2.   | HC Slovan Bratislava   | 2      | 1     | 0                   | 1                     | 0       | 5  | 3  | +2  | 4    |
| 3.   | MODO Hockey            | 2      | 0     | 0                   | 0                     | 2       | 1  | 7  | −6  | 0    |

### Výsledky
| 10. leden, 2008 18:30 | Metallurg Magnitogorsk | 3 – 0 ( 2 - 0 , 1 - 0 , 0 - 0 ) | MODO Hockey | Ice Palace Návštěvnost: 4,910 |  |

| Report                                                                       |  |          |  |                                    |
|                                                                              |  | Brankáři |  | Rozhodčí: Rick Looker Brent Reiber |
| Igor Mirnov 08:51 (EQ) Nikolai Kulemin 16:49 (EQ) Jaroslav Kudrna 38:00 (EQ) |  |          |  | Rozhodčí: Rick Looker Brent Reiber |

| 11. leden, 2008 18:30 | MODO Hockey | 1 – 4 ( 1 - 0 , 0 - 3 , 0 - 1 ) | HC Slovan Bratislava | Ice Palace Návštěvnost: 2,541 |  |

| Report                     |                            |          |                                                                                                   |                                   |
|                            |                            | Brankáři |                                                                                                   | Rozhodčí: Rick Looker Milan Minář |
| Magnus Wernblom 10:53 (PP) | Magnus Wernblom 10:53 (PP) |          | 22:14 (EQ) Dušan Devečka 22:46 (EQ) Martin Hujsa 24:01 (EQ) Michal Hreus 51:07 (EQ) Michal Sersen | Rozhodčí: Rick Looker Milan Minář |

| 12. leden, 2008 18:30 | HC Slovan Bratislava | 1 – 2 SN ( 1 - 0 , 0 - 0 , 0 - 1 , 0 - 0 , 0 - 1 ) | Metallurg Magnitogorsk | Ice Palace Návštěvnost: 6,481 |  |

| Report                |                       |          |                                                      |                                    |
|                       |                       | Brankáři |                                                      | Rozhodčí: Milan Minář Brent Reiber |
| Marek Uram 17:24 (EQ) | Marek Uram 17:24 (EQ) |          | 48:51 (PP) Igor Korolev 65:00 (GW) Alexei Kaigorodov | Rozhodčí: Milan Minář Brent Reiber |

## Finále
| 13. leden, 2008 18:30 | HC Sparta Praha | 2 – 5 ( 1 - 1 , 1 - 2 , 0 - 2 ) | Metallurg Magnitogorsk | Ice Palace Návštěvnost: 9,732 |  |

| Report                                              |                                                     |          | |                                          |
|                                                     |                                                     | Brankáři | | Rozhodčí: Brent Reiber Marcus Vinnerborg |
| Martin Podlešák 19:21 (EQ) Jiří Vykoukal 30:02 (PP) | Martin Podlešák 19:21 (EQ) Jiří Vykoukal 30:02 (PP) |          | 02:58 (PP) Jan Marek 26:19 (PP) Jan Marek 38:36 (EQ) Igor Mironov 58:34 (EQ) Igor Mironov 59:03 (EQ) Alexei Kaigorodov | Rozhodčí: Brent Reiber Marcus Vinnerborg |

- Metallurg Magnitogorsk postoupil do Victoria Cupu.

## Nejlepší hráči turnaje
- Nejlepší hráč: Vitalij Aťušov (Metallurg Magnitogorsk)

- Nejlepší brankář: Sasu Hovi (HC Slovan Bratislava)

- Nejlepší obránce: Vitalij Aťušov (Metallurg Magnitogorsk)

- Nejlepší útočník: Tomáš Netík (HC Sparta Praha)

- All Stars team novinářů: Sasu Hovi (HC Slovan Bratislava) ; Jiří Vykoukal (HC Sparta Praha) – Vitalij Aťušov (Metallurg Magnitogorsk) ; Petr Ton (HC Sparta Praha) – Alexej Kajgorodov (Metallurg Magnitogorsk) – Tomáš Netík (HC Sparta Praha).